# Giuliano Musiello
Giuliano Musiello (Torviscosa, 11 gennaio 1954 – Saluzzo, 23 gennaio 2024) è stato un calciatore italiano, di ruolo attaccante.

## Biografia
Giuliano venne accreditato anche come Musiello II in quanto il fratello maggiore, Mario, fu a sua volta un calciatore che militò in Serie B e C, tra le altre, nel Catanzaro e nel Modena.

## Caratteristiche tecniche
Attaccante dal vigoroso fisico nonché dotato nel gioco aereo, si descrisse come un «numero nove coraggioso», un «centravanti di sfondamento» dal grande temperamento: «non mi abbatto mai, anche nelle occasioni più precarie cerco sempre di lottare, non mi do mai per vinto».

## Carriera

### Giocatore

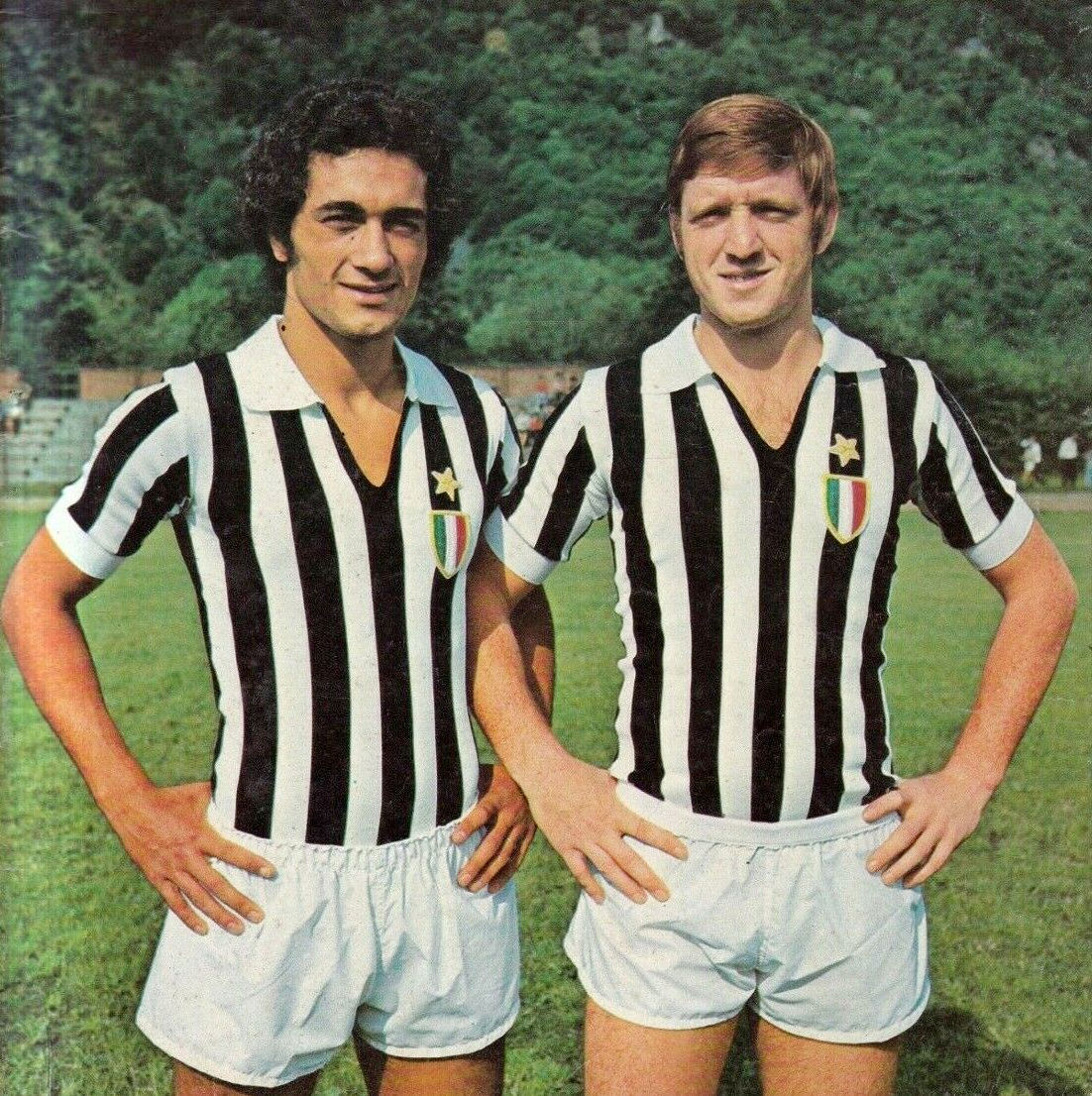
Musiello (a destra) e Claudio Gentile alla Juventus nel precampionato 1973-1974

Cominciò a giocare a pallone da ragazzo, nei tornei amatoriali organizzati dai bar della provincia friulana. Notato dal Torviscosa, crebbe nel loro settore giovanile fino a quando venne ceduto alla SPAL del presidente Paolo Mazza, debuttando con i ferraresi in Serie C. Passò quindi all'Atalanta dove ebbe modo di esordire in Serie A il 12 novembre 1972, nella sfida interna contro il Torino, in cui all'86' realizzò a Luciano Castellini la decisiva rete dell'1-0 finale.
Diciannovenne, si fece notare dai campioni d'Italia della Juventus che, ritenendolo un elemento promettente, lo acquistarono nell'estate 1973. In Piemonte il giovane attaccante non riuscì tuttavia a sfondare, con il tecnico Čestmír Vycpálek che gli concesse apparizioni solamente in Coppa Italia, manifestazione dove siglò al Cesena il suo unico gol in maglia bianconera.
Dopo una stagione fece quindi ritorno a Bergamo, in Serie B, passando poi nel campionato 1975-1976, durante il mercato autunnale, all'Avellino del commendatore Antonio Sibilia dove, supportato dagli assist di Stefano Trevisanello, parve esplodere definitivamente segnando 18 reti che lo portarono a vincere il titolo di capocanniere del torneo cadetto (in coabitazione con il genoano Roberto Pruzzo), e grazie alle quali è tuttora ricordato come uno dei migliori centravanti ad aver vestito la maglia biancoverde.
L'exploit in terra campana gli valse una nuova occasione in massima categoria, stavolta nelle file della Roma dove disputò due discrete stagioni, pagando tuttavia una certa discontinuità. Da qui in avanti iniziò quindi un lungo peregrinare per la penisola, difendendo i colori di Genoa, Verona in Serie A e Foggia in Serie B, per scendere poi in Serie C2 al Novara e chiudere infine con il calcio nei campionati dilettantistici.
In carriera totalizzò complessivamente 100 presenze e 15 reti in Serie A, e 130 presenze e 32 reti in Serie B.

### Dopo il ritiro
Al termine dell'attività agonistica si stabiliì a Saluzzo dove aprì una scuola calcio, divenuta negli anni un centro riferimento per il calcio femminile nel Cuneese.

## Palmarès

### Club
- Campionato Interregionale: 1

Ravenna: 1984-1985 (girone F)

### Individuale
- Capocannoniere della Serie B: 1

1975-1976 (18 gol, ex aequo con Roberto Pruzzo)